# Wipers
 (mars 2016).
Si vous disposez d'ouvrages ou d'articles de référence ou si vous connaissez des sites web de qualité traitant du thème abordé ici, merci de compléter l'article en donnant les références utiles à sa vérifiabilité et en les liant à la section « Notes et références ».
Wipers est un groupe américain conduit par le guitariste/chanteur Greg Sage, originaire de Portland, dans l'Oregon. Il a débuté en 1978 avec un EP Better off Dead annonçant les idées artistiques des albums, avec un rock énergique et basique, tirant des influences du punk et donc apparenté au hardcore, et pourvu d'une charge émotionnelle peu commune. Le son de guitare de Greg Sage est très particulier, ce musicien étant perfectionniste au point de fabriquer lui-même ses amplis à lampes. Ce groupe a eu de notables influences dans la postérité, sur Nirvana (qui reprit les morceaux "Return of the rat" et "D7") et Hole par exemple, et sur le mouvement grunge en général comme le montrent les reprises figurant sur la compilation-hommage (Fourteen Songs for Greg Sage and the Wipers, Tim Kerr Records, 1992)
Le nom de groupe figurant sur les albums est toujours Wipers et non The Wipers. Avant ce groupe, Greg Sage a enregistré un album sous un autre nom, en 1971, Beauregarde. Il s'agit d'un album très bluesy, teinté de psychédélisme.

## Discographie

### Albums
- 1980 - Is This Real? (Park Avenue Records)
- 1981 - Youth of America (Park Avenue Records)
- 1983 - Over the Edge (Trap Records/Brain Eater Records)
- 1986 - Land of the Lost (Restless Records)
- 1987 - Follow Blind (Restless Records)
- 1988 - The Circle (Restless Records)
- 1993 - Silver Sail (Tim/Kerr)
- 1996 - The Herd (Tim/Kerr)
- 1999 - Power in One (Zeno Records)

### Live
- Wipers Tour 84 (1984, Trap Records)
- Wipers (1985, Enigma Records)

### EP
- Alien Boy (1980, Park Avenue Records)

### Singles
- Better Off Dead (1978, Trap Records)
- Romeo (1981, Trap Records)
- Silver Sail (1993, Tim/Kerr)
- The Herd (1996, Tim/Kerr)
- Insane (1996, Tim/Kerr)

### Compilations
- The Best of Wipers and Greg Sage (1990, Restless Records)
- Complete Rarities '78–'90 (1993, True Believer Records)
- Wipers Box Set (2001, Zeno Records)
- Out Takes (2010, Jackpot Records)

### Greg Sage (albums solo)
- 1985 - Straight Ahead (Restless Records)
- 1991 - Sacrifice (For Love) (Restless Records)

### Titres sur des compilations
- Same Old Thing sur 10-29-79 (1980, Trap Records)
- My Vengance et The Story sur Trap Sampler (1981, Trap Records)
- Nothin' to Prove sur Sub Pop 9 (1983, Sub Pop)
- Let Me Know sur River's Edge (BO de Le Fleuve de la mort) (1987, Enigma Records)
- Nothin' to Prove (Live) sur Sub Pop 100 (1986, Sub Pop)
- Return of the Rat sur Hype! The Motion Picture Soundtrack (1996, Sub Pop)